# Xestaspis sis
Xestaspis sis là một loài nhện trong họ Oonopidae.
Loài này thuộc chi Xestaspis. Xestaspis sis được miêu tả năm 2006 bởi Michael Saaristo & van Harten.